# Magical Girl Lyrical Nanoha A’s
Magical Girl Lyrical Nanoha A’s (jap. 魔法少女リリカルなのは エース Mahō Shōjo Ririkaru Nanoha Ēsu) – japoński serial anime w reżyserii Keizō Kusakawa, ze scenariuszem napisanym przez Masakiego Tsuzuki, wyprodukowany przez studio Seven Arcs. Jest sequelem anime Magical Girl Lyrical Nanoha. Wyemitowano trzynaście odcinków między październikiem a grudniem 2005 roku. Filmowa adaptacja Magical Girl Lyrical Nanoha The Movie 2nd A’s (jap. 魔法少女リリカルなのは The MOVIE 2nd A's) została wydana 14 lipca 2012 roku.

## Fabuła
Dziewięcioletnia, używająca wózka inwalidzkiego dziewczynka o imieniu Hayate Yagami zawiera umowę z inteligentną bronią o nazwie Księga Ciemności (jap. 闇の書 Yami no Sho) (którą Hayate później nazywa Reinforce). W wyniku tej umowy czterech rycerzy Belkan nazwanych Signum, Vita, Zafira i Shamal pojawia się przed Hayate, aby spełnić zadanie wypełnienia stron Księgi Ciemności poprzez uchwycenie magii z różnych źródeł. Z chwilą, gdy strony Księgi zostaną wypełnione, jej mistrz, Hayate, będzie mogła wypowiedzieć jedno życzenie.
Od końca poprzedniej serii anime, Magical Girl Lyrical Nanoha, dwie dziewięcioletnie dziewczynki Nanoha i Fate wymieniają wiadomości wideo opowiadając sobie wzajemnie o sytuacji wydarzeniach na Ziemi i w Time-Space Administration Bureau. Minęło pół roku od poprzednich wydarzeń, Nanoha zostaje zaatakowana przez Vitę, która pragnie zdobyć jej magię w celu wypełnienia stronnic Księgi. Gdy prawie udaje się jej pokonać Nanohę, Fate i Yūno ratują ją, a Vita znika.
Podczas gdy rycerze nadal zapełniają strony Księgi Ciemności, Nanoha wraz z Fate usiłują ich powstrzymać i odzyskać Księgę z pomocą TSAB. Jednak pomimo ich wysiłków i ze względu na zamierzoną, ale nieudaną ingerencję z Gila Grahama i jego chowańców, Księga Ciemności zostaje zakończona, a jej strony wypełnione. Jednakże Księga traci panowanie nad sobą mimo życzenia Hayate. Dzięki wspólnemu wysiłkowi Hayate, Fate, Nanohy i ich sprzymierzeńców udaje się pokonać Księgę i później zniszczyć ją całkowicie.

## Media

### Manga
Mangowa adaptacja historii była serializowana w magazynie Megami Magazine, z kilkoma zmianami w fabule, głównie bardziej szczegółowo opisując losy bohaterów. Wydawnictwo Gakken wydało mangę w jednym tomie 18 lutego 2006 roku.

### Anime
Seven Arcs wyprodukowało trzynaście odcinków anime w reżyserii Keizō Kusakawy, ze scenariuszem napisanym przez Masakiego Tsuzuki. Emitowane na antenie Chiba TV, TV Saitama oraz TV Kanagawa, od 1 października 2005 roku do 24 grudnia 2005 roku. Muzyka do serialu została skomponowana przez Hiroaki'ego Sano. Seria wykorzystuje dwa utwory przewodnie: opening ETERNAL BLAZE w wykonaniu Nany Mizuki i ending Spiritual Garden w wykonaniu Yukari Tamury. W Japonii seria została wydana w sześciu tomach Region 2 DVD wydawanych od 25 stycznia do 21 czerwca 2006 roku.

### CD Drama
King Records wydało trzy CD dramy, adaptacje tej serii w Japonii. Pierwsza, zatytułowana Magical Girl Lyrical Nanoha A’s Sound Stage 01, ukazała się 23 listopada 2005 roku i zawierała dziewiętnaście utworów; jej akcja rozgrywa się pomiędzy trzecim a czwartym odcinkiem anime. Sound Stage 02 wydano 12 stycznia 2006 roku, zawierała osiemnaście utworów; jej akcja rozgrywa się pomiędzy szóstym a siódmym odcinkiem anime. Trzecia płyta, Sound Stage 03 została wydana 8 marca 2006 roku, zawiera szesnaście utworów; jej akcja rozgrywa się po zakończeniu anime.

### Audio CD
Ścieżka dźwiękowa została wydana na sześciu płytach CD zatytułowanych Magical Girl Lyrical Nanoha A’s Original Soundtrack Plus Vol.1~6, zawierały łącznie 57 utworów. Wydany został również album kompilacyjny Magical Girl Lyrical Nanoha A’s Vocal Best Collection wyłącznie na Comiket 70 w sierpniu 2006 roku, zawierał wiele utworów muzycznych wykorzystanych w CD dramach. King Records wydało trzy maxi single dla tej serii w Japonii. ETERNAL BLAZE ukazał się 19 października 2005 roku. Spiritual Garden ukazał się 26 października 2005 roku. Singel SUPETR GENERATION zawierający utwór BRAVE PHOENIX ukazał się 18 stycznia 2006 roku.

### Gry komputerowe
Namco Bandai Games wydało grę będącą adaptacją serii, zatytułowaną Magical Girl Lyrical Nanoha A’s Portable: The Battle of Aces 21 stycznia 2010 roku na PlayStation Portable. Jest to bijatyka w 3D z dziewięcioma grywalnymi postaciami i z wieloma możliwymi scenariuszami opartymi na serii A's. Druga gra zatytułowana Magical Girl Lyrical Nanoha A’s Portable: The Gears of Destiny została wydana 22 grudnia 2011 roku i wyposażona w dodatkowe postacie z mang Vivid i Force.

### Film
Filmowa adaptacja anime zatytułowana Magical Girl Lyrical Nanoha The Movie 2nd A’s miała swoją premierę 14 lipca 2012 roku. Jest to kontynuacja filmu z 2010 roku, który był adaptacją pierwszej serii: Magical Girl Lyrical Nanoha The MOVIE 1st.

## Muzyka
Opening
- „ETERNAL BLAZE”, Nana Mizuki

Ending
- „Spiritual Garden”, Yukari Tamura

Insert song
- „BRAVE PHOENIX”, Nana Mizuki (w odc. 12)
- „Snow Rain”, Kana Ueda (w odc. 11)